# Jayapura
Jayapura (Indonesio: Kota Jayapura) es la capital de la provincia de Papúa, Indonesia, en la isla de Nueva Guinea. Su población aproximada, el año 2002 era de 200 000 personas.
La ciudad está situada en la pequeña bahía llamada Yos Sudarso (antes conocida como bahía Humboldt).

## Historia
Desde 1910 hasta 1962 la ciudad fue conocida como Hollandia y era la capital de un distrito del mismo nombre, al nordeste de Nueva Guinea Occidental. La ciudad fue renombrada como Kota Baru en una ceremonia de las Naciones Unidas, el 1 de mayo de 1963.
La parte norte de la Nueva Guinea Holandesa estaba ocupada por las fuerzas del Imperio Japonés en 1942. Las fuerzas Aliadas expulsaron a los japoneses después de una invasión anfibia a Hollandia, entre el 21 y el 27 de abril de 1944. El área sirvió como cuartél para el General Douglas MacArthur que conquistó Filipinas en marzo de 1945. Sobre veinte bases norteamericanas se establecieron y medio millón de estadounidenses llegaron al área.
En 1945, los Países Bajos hicieron de Hollandia la capital de Nueva Guinea Holandesa. Después el territorio pasó a manos de las Naciones Unidas, el 1 de octubre de 1962, la ciudad pasó a ser conocida como, en idioma indonesio, Kota Baru, y retuvo el nombre cuando Indonesia tomó el control, el 1 de mayo de 1963. La ciudad fue renombrada, por un breve tiempo, como Sukarnopura, por el presidente Sukarno, hasta el final del año 1968, cuando adquirió su nombre actual. El significado literal de Jayapura es 'Ciudad de la Victoria' (Sánscrito jaya: "victorias militar"; pura: "ciudad").